# Nematocampa orfordensis
Nematocampa orfordensis är en fjärilsart som beskrevs av Samuel E. Cassino och Robert Sweet 1922. Nematocampa orfordensis ingår i släktet Nematocampa och familjen mätare. Inga underarter finns listade i Catalogue of Life.